# Анхел Грипа
Анхел Грипа, рођен 2. марта 1914. је бивши аргентински фудбалски голман који је играо за Аргентину на Светском првенству у фудбалу 1934. Играо је и за Спортиво Алсина, Аргентинос Јуниорсе и Аталанту из Буенос Ајреса.